# Tmesisternus schaumii
Tmesisternus schaumii är en skalbaggsart. Tmesisternus schaumii ingår i släktet Tmesisternus och familjen långhorningar.

## Underarter
Arten delas in i följande underarter:
- T. s. interruptus
- T. s. schaumii
- T. s. yorkensis
- T. s. obscurus